# أندريا مينيغين
أندريا مينيغين (بالإيطالية: Andrea Meneghin) مواليد 2 فبراير 1974 في فاريزي، هو لاعب كرة سلة إيطالي سابق تحول إلى التدريب بعد الاعتزال بدأ مسيرته الاحترافية في سنة 1990. يبلغ طوله 6 قدم 6.75 بوصة (2.0 م). مثّل منتخب بلاده. شارك في مسابقة كرة السلة في الألعاب الأولمبية الصيفية. اعتزل اللعب في 2007.

## فرق لعب لها
- بالاكانسترو فاريزي

## الميداليات
| الميدالية | المسابقة                         |
| --------- | -------------------------------- |
| ذهبية     | بطولة أمم أوروبا لكرة السلة 1999 |

## روابط خارجية
- أندريا مينيغين على موقع الاتحاد الدولي لكرة السلة (الإنجليزية)
- أندريا مينيغين على موقع الدوري الأوروبي لكرة السلة (الإنجليزية)
- أندريا مينيغين على موقع كرة السلة الأوروبية.كوم (الإنجليزية)
- أندريا مينيغين على موقع ريلجم (الإنجليزية)
- أندريا مينيغين على موقع بروبوليرز (الإنجليزية)
- أندريا مينيغين على موقع سبورتس رفرنس (الإنجليزية)
- أندريا مينيغين على موقع أوليمبيديا (الإنجليزية)